# Орхан Делібаш
Орхан Делібаш (нід. Orhan Delibaș; 28 січня 1971, Кайсері, Кайсері (провінція), Центральна Анатолія) — нідерландський професійний боксер турецького походження, призер Олімпійських ігор та чемпіонату Європи.

## Аматорська кар'єра
Підлітком Орхан Делібаш разом з сім'єю переїхав з Туреччини до Нідерландів, де і розпочав займатися боксом.
На чемпіонаті світу 1991 програв в першому бою Торстену Шмітц (Німеччина).
На Олімпійських іграх 1992 завоював срібну медаль.
- В 1/16 фіналу переміг Чхве Кі Со (Південна Корея) — 3-0
- В 1/8 фіналу переміг Чаліта Бунсінкарна (Таїланд) — RSCI-2
- В чвертьфіналі переміг Рауля Маркеса (США) — 16-12
- В півфіналі переміг Робіна Ріда (Велика Британія) — 8-3
- В фіналі програв Хуану Карлос Лемус (Куба) — 1-6

На чемпіонаті світу 1993 здобув дві перемоги, а в чвертьфіналі програв Франциску Ваштаг (Румунія) — 5-12.
На чемпіонаті Європи 1993, здобувши три перемоги, в фіналі знов програв Франциску Ваштаг — 4-9, і завоював срібну медаль.
1994 року на Іграх доброї волі переміг Маліка Бейлероглу (Туреччина), програв Сергію Караваєву (Росія) і отримав бронзову медаль.
1995 року став чемпіоном світу серед військовослужбовців.

## Професіональна кар'єра
1995 року Делібаш розпочав професіональну кар'єру, яка тривала 13 років. Провів загалом 27 боїв, в яких зазнав лише 2 поразки. Першої поразки нокаутом в сьомому раунді зазнав 1999 року від чемпіона Європи за версією EBU в першій середній вазі француза сенегальського походження Мамаду Тіам, а через рік в бою за вакантний титул чемпіона Європи поступився технічним рішенням в третьому раунді росіянину Роману Кармазіну.